# Andrew Lord
Andrew Lord (* 22. Februar 1985 in West Vancouver, British Columbia) ist ein ehemaliger kanadischer Eishockeyspieler sowie derzeitiger -trainer und -funktionär, der im Verlauf seiner aktiven Karriere zwischen 2004 und 2018 unter anderem über 200 Spiele in der American Hockey League (AHL) und ECHL auf der Position des Centers bzw. rechten Flügelstürmers bestritten hat. Darüber hinaus absolvierte Lord über 220 weitere Partien für die Cardiff Devils in der britischen Elite Ice Hockey League (EIHL), den Großteil davon in der Funktion des Spielertrainers. Seit Sommer 2024 ist er Cheftrainer der Halifax Mooseheads aus der Ligue de hockey junior Maritimes Québec (LHJMQ) ist.

## Karriere
Andrew Lord spielte bis zum Sommer 2001 zunächst in den unterklassigen Juniorenligen seiner Heimatprovinz British Columbia. Zur Saison 2001/02 wechselte der Stürmer in die British Columbia Hockey League (BCHL), wo in der Folge drei Spielzeiten lang zunächst für die Burnaby Bulldogs und anschließend die Vernon Vipers aktiv war. Im Sommer 2004 nahm er ein Studium am Rensselaer Polytechnic Institute auf und spielte parallel für dessen Collegeteam in der National Collegiate Athletic Association (NCAA). Während dieser Zeit wurde Lord dreimal ins All-Academic Team der Western Collegiate Hockey Association (WCHA) berufen.
Nachdem Lord sein Studium zum Sommer 2008 hin beendet hatte, wechselte er in den Profibereich, wo er sich zunächst den Wheeling Nailers aus der ECHL anschloss. Dort stand der Angreifer für zwei Spielzeiten auf dem Eis, wobei er in der Saison 2009/10 auch drei Spiele für die Rochester Americans in der American Hockey League (AHL) absolvierte. Im Spieljahr 2010/11 bestritt Lord zwei AHL-Partien bei den Milwaukee Admirals und kam ansonsten bei den Oklahoma City Barons, die wie die Admirals dem Spielbetrieb der AHL angehörten, zum Einsatz. In der Saison 2011/12 war Lord aufgrund einer Gehirnerschütterung am Ende der Vorjahressaison nicht spielfähig und absolvierte kein einziges Spiel für die Oklahoma City Barons.
In der Saison 2012/13 spielte der Kanadier in Deutschland für den zehnfachen Deutschen Meister SC Riessersee. Für den SCR stürmte er eine Saison, anschließend verließ er Garmisch-Partenkirchen in Richtung der britischen Elite Ice Hockey League (EIHL). Dort heuerte er zur Spielzeit 2013/14 beim walisischen Teilnehmer Cardiff Devils an. Ab dem Sommer 2014 übernahm Lord zusätzlich den Posten des Cheftrainers und agierte in den folgenden vier Jahre als Spielertrainer, anschließend war er bis zum Sommer 2020 Cheftrainer der Devils. In diesem Zeitraum feierte er zahlreiche Erfolge mit Cardiff. So führte er das Team im Jahr 2015 zunächst zum Gewinn des Pokalwettbewerbs, in den Jahren 2017 und 2018 gewannen die Devils die britische Meisterschaft sowie 2018 zusätzlich die Playoffs. Parallel dazu wurde Lord in beiden Jahren des Meisterschaftsgewinns als Trainer des Jahres der EIHL ausgezeichnet.

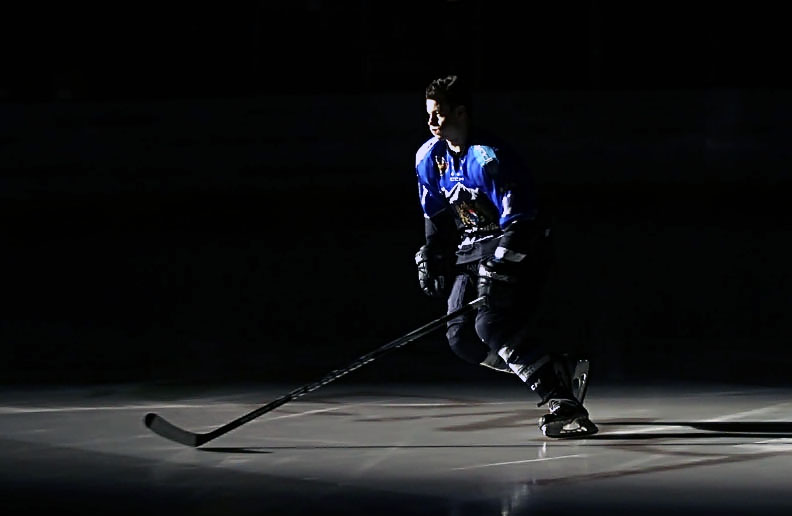
Lord im Trikot der SC Riessersee (2012)

Im Sommer 2020 kehrte der Kanadier vor dem Hintergrund der COVID-19-Pandemie nach Nordamerika zurück und wurde als Cheftrainer sowie Director of Hockey Operations der Greenville Swamp Rabbits aus der ECHL vorgestellt. Zur Saison 2021/22 übernahm er zudem den Posten des General Managers des Franchises. Nachdem er nach der Saison 2023/24 als Trainer des Jahres der ECHL mit dem John Brophy Award ausgezeichnet worden war, legte er seine Ämter nieder. In der Folge wurde er vor der Spielzeit 2024/25 als Cheftrainer der Halifax Mooseheads aus der Ligue de hockey junior Maritimes Québec (LHJMQ) vorgestellt.

## Erfolge und Auszeichnungen
| - 2006 ECAC All-Academic Team - 2007 ECAC All-Academic Team - 2008 ECAC All-Academic Team - 2015 EIHL-Challenge-Cup-Gewinn mit den Cardiff Devils (als Spielertrainer) - 2017 Britischer Meister mit den Cardiff Devils (als Spielertrainer) - 2017 EIHL Coach of the Year | - 2018 Britischer Meister mit den Cardiff Devils (als Spielertrainer) - 2018 EIHL-Playoffgewinn mit den Cardiff Devils (als Spielertrainer) - 2018 EIHL Coach of the Year - 2024 Teilnahme am ECHL All-Star Game (als Cheftrainer) - 2024 John Brophy Award |

## Karrierestatistik
(Legende zur Spielerstatistik: Sp oder GP = absolvierte Spiele; T oder G = erzielte Tore; V oder A = erzielte Assists; Pkt oder Pts = erzielte Scorerpunkte; SM oder PIM = erhaltene Strafminuten; +/− = Plus/Minus-Bilanz; PP = erzielte Überzahltore; SH = erzielte Unterzahltore; GW = erzielte Siegtore; 1 Play-downs/Relegation; Kursiv: Statistik nicht vollständig)